# L'Enfant du paradis
Pour plus de détails, voir Fiche technique et Distribution.
L'Enfant du paradis est un film dramatique français réalisé par Salim Kechiouche, sorti en 2022.

## Fiche technique
Sauf indication contraire, les informations mentionnées dans cette section peuvent être confirmées par les bases de données cinématographiques IMDb et Allociné,  présentes dans la section « Liens externes ».
- Titre original : L'Enfant du paradis
- Réalisation : Salim Kechiouche
- Scénario : Salim Kechiouche, Amel Bedani et Sami Zitouni
- Musique : Amin Bouhafa et Tom Fire
- Décors :
- Costumes :
- Photographie : Jérémie Attard
- Son : Vincent Mauduit
- Montage : Luc Seugé
- Production : Chafik Laribia et Aurélie Turc
- Sociétés de production : K-Rec Films
- Société de distribution : La Vingt-Cinquième Heure
- Budget : 288 000 euros
- Pays de production :  France
- Langue originale : français
- Format :
- Genre : Drame
- Durée : 72 minutes
- Dates de sortie :
  - France :
    - 25 août 2022 (Angoulême)
    - 6 décembre 2023 (en salles)

## Distribution
- Salim Kechiouche : Yazid
- Nora Arnezeder : Garance
- Hassan Alili : Hassan
- Naidra Ayadi : Sara
- Kevin Mischel : Ibro
- Pascale Arbillot : Anna
- Zinedine Soualem : Samy
- Carima Amarouche : Karimouche
- Vincent Lecœur : Sid
- Gigi Dia : Gigi